# .25 Stevens
El .25 Stevens era un cartucho de rifle de percusión anular estadounidense. Para diferenciarlo del .25 Stevens Shorttambién se le denomina .25 Stevens Long.
Desarrollado por J. Stevens Arms &amp; Tool Company y Peters Cartridge Company, entre 1898 y 1900; Sin embargo los catálogos sugieren que se introdujo en 1898, pero la mayoría de las fuentes coinciden en 1900. Se ofreció en el rifle Crack Shot No. 15, que debutó en 1900. También estaba disponible en el rifle Stevens Favorite, que se lanzó por primera vez en 1894 y se suspendió en 1935.
Algunas armas cortas también se produjeron para disparar el .25 Stevens, sobre todo las pistolas de un solo tiro Stevens-Lord. 
La munición disponible contaba con proyectiles de plomo sólido o de punta hueca y desarrolló una buena reputación para la caza menor y alimañas .
En comparación con el .22 Long Rifle, algunas fuentes señalan que su balística sufrió una trayectoria excesivamente alta para un cartucho de rifle (una caída de 5,1 plg (129,5 mm) a 100 yd (91,4 m) ), mientras que otros elogian su precisión inherente y su mayor versatilidad debido a que son mucho más potentes, especialmente cuando se usan en revólveres . 
Sirviendo como padre para el menos exitoso .25 Stevens Short y el experimental Remington .267 Rimfire, se abandonó en 1942.
La notable autoridad en armas de fuego , Elmer Keith, lamentó su desaparición y abogó por su reactivación para su uso en revólveres. 